# Wiktor Prudnikow
Wiktor Aleksiejewicz Prudnikow (ros. Ви́ктор Алексе́евич Пру́дников, ur. 4 lutego 1939 w Rostowie nad Donem, zm. 3 stycznia 2015 w Moskwie) – radziecki i rosyjski dowódca wojskowy, generał armii.

## Życiorys
Do 1956 skończył 10 klas szkoły średniej i wstąpił do wojskowej szkoły lotników w Groznym, 1959 ukończył Armawirską Wojskową Wyższą Szkołę Lotniczą Pilotów Obrony Powietrznej, 1967 Wojskową Akademię Powietrzną, a 1981 Wojskową Akademię Sztabu Generalnego Sił Zbrojnych ZSRR. Kandydat nauk wojskowych, od 1960 członek KPZR. W latach 1967-1983 zajmował różne stanowiska w wojskach obrony powietrznej, początkowo zastępcy dowódcy eskadry, w końcu I zastępcy dowódcy 11 Samodzielnej Armii Obrony Powietrznej, a 1983-1989 był dowódcą 8 Samodzielnej Armii Obrony Powietrznej - zastępcą dowódcy wojsk Kijowskiego Okręgu Wojskowego ds. Wojsk Obrony Powietrznej i członkiem Rady Wojskowej Kijowskiego Okręgu Wojskowego. 1989-1991 dowódca wojsk Moskiewskiego Okręgu Wojsk Obrony Powietrznej, 1991-1992 głównodowodzący Wojskami Obrony Powietrznej - zastępca ministra obrony ZSRR/Rosji, 1992-1997 głównodowodzący Wojskami Obrony Powietrznej Sił Zbrojnych Federacji Rosyjskiej, 13 czerwca 1996 został generałem armii. Od 1997 do listopada 2001 szef Sztabu Koordynacji Współpracy Wojskowej Państw-Stron Wspólnoty Niepodległych Państw, następnie zwolniony do rezerwy. 1990-1991 członek KC KPZR.

## Odznaczenia
- Order Czerwonego Sztandaru
- Order Czerwonej Gwiazdy
- Order „Za służbę Ojczyźnie w Siłach Zbrojnych ZSRR” III klasy
- Order „Za zasługi wojskowe”